# Samantha Abernathy
Samantha „Sam“ Abernathy (* 11. Mai 1991 in Atlanta, Georgia) ist eine US-amerikanische Pokerspielerin und It-Girl.

## Persönliches
Abernathy studierte Design am College of Art and Design in Savannah. Sie arbeitete in Chicago als Grafikerin, Fotografin und Illustratorin und lebte ab 2014 einige Zeit in Las Vegas. Neben ihrer Pokerkarriere erlangte sie durch regelmäßige Auftritte mit dem Multimillionär Dan Bilzerian Bekanntheit. Abernathy war seit Ende August 2018 mit dem irischen Pokerspieler Rory Brown verlobt. Im Jahr 2023 heiratete sie den spanischen Pokerspieler Lautaro Guerra. Das Paar lebt in Andorra.

## Pokerkarriere
Abernathy erspielte sich von Juni 2014 bis April 2018 auf der Onlinepoker-Plattform WSOP.com unter dem Nickname SamanthaA Turnierpreisgelder von knapp 20.000 US-Dollar.
Ihre erste Geldplatzierung bei einem Live-Turnier erzielte sie Anfang des Jahres 2014 in Bell Gardens. Die Amerikanerin spielte zu Beginn ihrer Live-Karriere viele kleine Turniere und konnte im April 2014 einige Siege bei täglichen Turnieren im Caesars Palace am Las Vegas Strip einfahren. Im Juni 2015 war sie erstmals bei der World Series of Poker (WSOP) im Rio All-Suite Hotel and Casino am Las Vegas Strip erfolgreich und kam bei einem Shootout-Event der Variante No Limit Hold’em ins Geld. Beim Main Event der Aussie Millions Poker Championship in Melbourne erreichte sie Ende Januar 2016 den Finaltisch. Für ihren dritten Platz erhielt sie ihr bisher höchstes Preisgeld von umgerechnet rund 435.000 US-Dollar. Dabei sorgte Abernathy bereits vor dem Finaltisch für Aufsehen, als sie eine Hand nach einem Slowroll des Australiers Mikel Habb gewann und diese anschließend von Jason Somerville mit „Ship it to Mama“ kommentiert wurde. Seit September 2021 zählt die Amerikanerin zum Team der Online-Plattform 888poker. Mitte November 2021 erreichte sie erstmals beim WSOP-Main-Event die bezahlten Ränge.
Insgesamt hat sich Abernathy mit Poker bei Live-Turnieren mehr als 600.000 US-Dollar erspielt. In der Hendon Mob Poker Database, die weltweite Turnierergebnisse aller Pokerspieler erfasst, wurde mit dem von Vanessa Selbst nur ein Profil einer weiblichen Spielerin häufiger abgerufen.